# Plaça dels Cotxes (Vilanova i la Geltrú)
La Plaça dels Cotxes és una plaça pública de Vilanova i la Geltrú (Garraf) protegida com a Bé Cultural d'Interès Local.

## Descripció
Es tracta d'una plaça de planta gairebé quadrada, amb dos únics carrers de circulació rodada que la travessen ortogonalment.
Les cares sud, est i oest presenten immobles de gran qualitat arquitectònica amb les cases Vidal i Mascaró, Junqué i Escofet (que presideix la plaça), Soler i Vidal i Ramona i Maynés. La façana nord definida per una edificació més modesta de planta baixa i dos plantes pis, composta segons eixos verticals, amb portals d'arc rebaixat i de mig punt, finestres i balcons amb llinda i coronament amb cornisa i barana de terrat llisa.
Al centre de la plaça hi ha un fanal de ferro fos que es ramifica en cinc braços. Hi ha xiprers i altres espècies de vegetació.

## Història
A l'any 1784 es beneeix dels caputxins, aleshores s'anomenava plaça dels Caputxins. L'any 1865 es construeix l'edifici d'habitatges a la cantonada del c/ Caputxins i del c/ de Cervantes segons el projecte del mestre d'obres Josep Fabrés i Fontanals.
L'any 1867 la plaça pren la fesomia actual amb la construcció de la casa Junqué i el col·legi de les Puríssimes, segons projecte del mestre d'obres Josep Salvany.